# Prosjek (Republika Serbska)
Prosjek (cyr. Просјек) – wieś w Bośni i Hercegowinie, w Republice Serbskiej, w gminie Prnjavor. W 2013 roku liczyła 302 mieszkańców.